# 大和村立東小学校上栗巣分校
大和村立東小学校上栗巣分校（やまとそんりつ ひがししょうがっこう　かみくりすぶんこう）は、かつて岐阜県郡上郡大和村（現・郡上市大和町）に存在した公立小学校。

## 概要
- 東小学校の分校であり、現在の郡上市大和町栗巣の北部（母袋地区）が校区であった。元々は大和村立山田小学校（現・郡上市立大和南小学校）の分校であったが、1956年に東小学校開校とともに東小学校に移管された。1975年時点の児童数は19名。
- 跡地は大和上栗巣体育館などになっている。

## 沿革
- 1873年（明治6年） - 母袋村にに母袋学校が開校。
- 1875年（明治8年） - 西俣村と母袋村が合併し、栗巣村が発足。
- 1882年（明治15年） - 西俣学校に統合され、西俣学校母袋分教場となる。
- 1886年（明治19年） - 下栗巣簡易科小学校母袋分教場に改称する。
- 1893年（明治26年） - 下栗巣尋常小学校母袋分教場に改称する。
- 1897年（明治30年）4月1日 - 徳永村、河辺村、神路村、牧村、古道村、栗巣村が合併し、山田村が発足。
- 1898年（明治31年） - 下栗巣尋常小学校が徳永尋常小学校に統合され、徳永尋常小学校下栗巣分教場となる。
- 1901年（明治34年） - 山田尋常高等小学校母袋分教場に改称する。
- 1928年（昭和3年） - 山田尋常小学校上栗巣分教場に改称する。
- 1941年（昭和16年）4月1日 - 山田国民学校上栗巣分教場となる。
- 1942年（昭和17年）4月 - 高等科を設置。
- 1947年（昭和22年）4月1日 - 山田村立山田小学校上栗巣分校に改称する。山田中学校上栗巣分校を併設。
- 1950年（昭和25年）3月 - 校舎を新築する。
- 1955年（昭和30年）3月28日 - 西川村、弥富村、山田村が合併し、大和村が発足。同時に大和村立山田小学校上栗巣分校に改称する。
- 1956年（昭和31年）4月1日 - 山田小学校下栗巣分校が独立し、大和村立東小学校として開校。上栗巣分校は山田小学校から東小学校に移り、大和村立東小学校上栗巣分校となる。
- 1970年（昭和45年）3月 - 併設の大和中学校上栗巣分校を廃止。
- 1981年（昭和56年）3月 - 廃校。